# Парламентские выборы в Северной Македонии (2020)
Парламентские выборы в Северной Македонии изначально были запланированы на 12 апреля, но из-за эпидемии новой коронавирусной инфекции перенесены на 15 июля 2020 года. Эти парламентские выборы стали десятыми выборами состава Собрания Северной Македонии в истории республики с 1990 года. Очередные выборы в Собрание Северной Македонии должны были состояться в декабре 2020 года, через четыре года после предыдущих парламентских выборов, однако премьер-министр Зоран Заев принял решение распустить парламент и назначить досрочные выборы после того, как Европейский совет отказался начать переговоры о присоединении страны к Европейскому союзу.

## Предыстория
Предыдущие парламентские выборы в Северной Македонии состоялись 11 декабря 2016 года на фоне масштабного политического кризиса и массовых протестов в 2015 и 2016 годах против правительства под руководством партии «ВМРО — ДПМНЕ». Несмотря на то что правящая ВМРО — ДПМНЕ стала первой по числу голосов и полученных мест в парламенте (51 мандат из 120), инициативу по созданию правительства перехватил оппозиционный Социал-демократический союз Македонии. В новую правящую коалицию вошли Социал-демократический союз Македонии (49 мандатов) и партии, представляющие албанское меньшинство: Демократический союз за интеграцию (10 мандатов) и Демократическая партия албанцев (2 мандата). 31 мая 2017 года новым премьер-министром был назначен Зоран Заев при поддержке 62 из 120 депутатов. Депутаты от бывшей правящей партии «ВМРО — ДПМНЕ» проголосовали против нового правительства, а вторая по величине в парламенте партия албанского меньшинства Движение «Беса» воздержалась при голосовании.
Одна из основных целей нового правительства заключалась в активизации работы по присоединению Северной Македонии к Организации Североатлантического договора и Европейскому союзу, чему долгое время препятствовал нерешённый вопрос об именовании страны. 30 сентября 2018 года в стране был проведён референдум, касавшийся одобрения договора об урегулировании отношений с Грецией (Преспанский договор). 11 января 2019 года парламент Македонии принял конституционные поправки, предусмотренные Преспанским договором. Активными сторонниками соглашения были партии, входившие в правящую коалицию. Ярым противником договора была оппозиционная ВМРО — ДПМНЕ и президент страны Георге Иванов. В процессе переговоров о проведении референдума об утверждении Преспанского договора две крупнейшие партии страны «ВМРО — ДПМНЕ» и Социал-демократический союз Македонии договорились провести реформу избирательного законодательства, согласно которой за сто дней перед любыми будущими парламентскими выборами действующее правительство будет уходить в отставку, уступая власть техническому кабинету, который должен будет обеспечить свободные и справедливые выборы.
21 апреля и 5 мая 2019 года в Северной Македонии прошли президентские выборы. Во втором туре выборов 5 мая участвовали кандидаты от Социал-демократического союза Стево Пендаровски и от «ВМРО — ДПМНЕ» Гордана Силяновска-Давкова. Победу на выборах одержал Стево Пендаровски, в частности благодаря голосам албанского меньшинства, поддерживающего европейскую интеграцию страны.
Урегулирование спора об именовании страны позволило разблокировать процесс присоединения Северной Македонии к Организации Североатлантического договора и Европейскому союзу. 11 июля 2018 года Североатлантический совет пригласил Северную Македонию начать переговоры о вступлении в альянс. 6 февраля 2019 года был подписан протокол о присоединении Северной Македонии к Организации Североатлантического договора. После ратификации всеми странами-членами альянса Македония официально присоединилась к организации 27 марта 2020 года. Вопрос о вступлении Северной Македонии в Европейский союз рассматривался 26 июня 2018 года на Совете Европейского союза по общим вопросам, который предварительно наметил начало переговоров о вступлении на июнь 2019 года. Однако в июне 2019 года Совет Европейского союза по общим вопросам принял решение отложить начало переговоров о присоединении Северной Македонии и Албании до заседания Европейского совета 17-18 октября из-за возражений нескольких стран, в частности Франции, Нидерландов и Дании. 18 октября 2019 года на заседании Европейского совета решение о начале переговоров также не было принято из-за противодействия Франции началу переговоров с Северной Македонией и Франции, Нидерландов и Дании началу переговоров с Албанией.
В связи с разочарованием от невозможности достичь главного приоритета правительства премьер-министр Северной Македонии Зоран Заев принял решение распустить парламент и назначить досрочные выборы, чтобы граждане могли решить, в каком направлении стране следует развиваться в дальнейшем. 20 октября президент Северной Македонии Стево Пендаровски провёл консультации с представителями всех парламентских партий, в результате к чего был достигнут консенсус о проведении досрочных выборов 12 апреля 2020 года. 3 января 2020 года Зоран Заев ушёл в отставку с поста премьер-министра в связи с необходимостью формирования технического правительства не позднее, чем за сто дней до парламентских выборов. В тот же день было утверждено техническое правительство, включающее представителей правящей коалиции и оппозиции. Главой нового правительства назначен Оливер Спасовски. 21 марта правительственным постановлением выборы были перенесены на неопределённый срок из-за эпидемии новой коронавирусной инфекции. Впоследствии 24 марта 2020 года Совет Европейского союза по общим вопросам одобрил начало переговоров о присоединении Северной Македонии. А 27 марта 2020 года Северная Македония официально стала членом Организации Североатлантического договора.

## Избирательная система
Северная Македония — это парламентская республика, в которой законодательную власть осуществляет однопалатный парламент — Собрание Северной Македонии. В Собрание Северной Македонии могут быть избраны от 120 до 123 депутатов. Выборы в парламент проводятся раз в четыре года с использованием пропорциональной системы с закрытыми списками. 120 депутатов избираются в шести многомандатных округах, на которые разделена территория страны. Мандаты распределяются по методу Д’Ондта без формального процентного барьера. Ещё три депутата могут быть избраны в едином заграничном округе. Количество парламентариев от заграничного округа определяется через результаты предыдущих парламентских выборов без учёта явки на текущем голосовании. Кандидат от заграничного округа считается избранным, если соответствующий избирательный список получил за рубежом не меньше голосов, чем избранный внутри страны депутат, попавший в парламент и заручившийся на прошлых выборах наименьшим количеством голосов среди остальных парламентариев. Второй и третий кандидаты от заграничного округа будут избраны, если их список получит в два и три раза больше голосов, чем у наименее популярного депутата, попавшего в парламент на прошлых выборах. На выборах 2020 года указанный порог составлял 6534 голоса.
Все граждане старше 18 лет, имеющие постоянное место жительства в одном из избирательных округов и не лишённые избирательной правоспособности по решению суда, имеют право участвовать в голосовании. Регистрация избирателей пассивная, то есть все жители страны автоматически включаются в реестр избирателей, если они имеют действительное удостоверение личности. За составление и внесение изменений в реестр избирателей отвечает Государственная избирательная комиссия (ГИК) в кооперации с министерством внутренних дел. Все граждане имеют право осуществить проверку своих данных в реестре избирателей онлайн и потребовать внесения изменений. С 26 февраля до 11 марта 2020 года проводилась общественная проверка списков избирателей в региональных офисах ГИК, после чего копии реестра избирателей были предоставлены для проверки всем парламентским партиям. Однако в связи со сложной эпидемиологической обстановкой работа по составлению избирательных списков не была выполнена до конца в марте 2020 года. На момент переноса выборов в избирательные списки был включён 1 821 981 человек. ГИК зарегистрировала также 6 096 избирателей за рубежом, что меньше необходимого для избрания депутата в заграничном округе числа голосов, равного 6534. По этой причине голосование за рубежом не будет организовано. После возобновления избирательной кампании в июне по окончании действия чрезвычайного положения, введённого вследствие распространения новой коронавирусной инфекции, ГИК продолжила составление списков избирателей и опубликовала финальную версию 1 июля 2020 года. Согласно опубликованным данным 1 814 263 человека имеют право голоса на выборах 15 июля.
Кандидатами на парламентских выборах могут быть граждане старше 18 лет, имеющие право голоса и не отбывающие на момент регистрации наказание, связанное с лишением свободы, на срок, больший полугода. Кандидатов могут выдвигать зарегистрированные политические партии и коалиции, а также группы избирателей. Кандидаты, выдвинутые избирателями должны собрать в свою поддержку не менее тысячи подписей жителей того многомандатного округа, в котором они намерены участвовать в выборах. Выдвижение кандидатов и сбор подписей возможны до окончания проверки и официального опубликования реестра избирателей. На настоящих выборах шесть независимых кандидатов пытались заручиться необходимым количеством подписей, но ни один не смог этого сделать. Самое большое количество подписей, которое удалось собрать независимому кандидату, составило 255.
Регистрация кандидатов проходила с 12 до 20 марта и впервые была возможна онлайн с использованием сети интернет. К 20 марта ГИК зарегистрировал 12 политических партий и три коалиции, выдвинувших в целом 1598 кандидатов в 78 избирательных списках в разных избирательных округах. Все избирательные списки, поданные для участия в выборах, были зарегистрированы. Согласно законодательству, в избирательных списках установлена гендерная квота: больше шестидесяти процентов кандидатов не могут быть представителями одного пола. Все поданные списки соответствовали указанному правилу. В целом 675 кандидатов (42 %) были женщинами. Женщины возглавляли 19 партийных списков, а мужчины 59 списков.
Избирательная администрация разделена на три уровня: ГИК, 80 муниципальных избирательных комиссий (МИК) и 3 480 участковых избирательных комиссий (УИК). ГИК состоит из семи человек, выдвинутых парламентскими партиями: четырёх, включая заместителя председателя ГИК, выдвигают правящие партии, а трёх, включая председателя, оппозиционные парламентские партии. В состав МИК входят пять членов и их заместителей, выбираемых ГИК случайным образом из числа государственных и муниципальных служащих на пятилетний период. МИК организуют выборы в соответствующих муниципалитетах, назначают и обучают членов УИК и занимаются другими техническими приготовлениями к голосованию. УИК состоят из трёх человек, выбираемых МИК случайным образом из числа государственных и гражданских служащих на четырёхлетний период, и ещё двух непостоянных членов, выдвигаемых парламентскими партиями (правящей и оппозиционной партиями, набравшими наибольшее число голосов на прошлых парламентских выборах).

## Избирательная кампания
В соответствии с избирательным кодексом период официальной предвыборной кампании начинается за двадцать дней до дня голосования, на настоящих выборах с 23 марта. Агитационные мероприятия запрещены с окончания регистрации кандидатов (12 марта) до официального начала избирательной кампании 23 марта.
Политические партии начали проводить отдельные предвыборные мероприятии ещё в конце 2019 года, когда стала очевидна перспектива проведения досрочных выборов в парламент. Во второй половине февраля 2020 года обе крупнейшие партии «ВМРО — ДПМНЕ» и Социал-демократический союз Македонии организовали митинги в Скопье: сторонники «ВМРО — ДПМНЕ» обвиняли правительство Зорана Заева в коррупции и давлении на судебную систему, а приверженцы Социал-демократического союза отмечали успехи правительства в реформировании судебной системы и в интенсификации процесса евроатлантической интеграции. 28 февраля состоялись дебаты между лидерами двух партий на телевидении.
27 февраля правящий Социал-демократический союз Македонии объявил об образовании избирательного блока с Движением «Беса», ориентирующимся на албанское национальное меньшинство. Впервые в истории страны была сформирована предвыборная коалиция между партиями, опирающимися на голоса этнических македонцев и этнических албанцев. Ранее такие партии участвовали в выборах отдельно, а после голосования формировали правящие коалиции между депутатами парламента, например, таким образом была образована правящая коалиция в Собрании действующего созыва между СДСМ и проалбанскими партиями: Демократическим союзом за интеграцию и Демократической партией албанцев. Избирательный блок между СДСМ и Движением «Беса» был сформирован, несмотря на то что Движение «Беса» не голосовало за утверждение правительства Зорана Заева в 2017 году и формально находилось в парламентской оппозиции к СДСМ, на фоне разногласий между участниками действующей правящей коалиции СДСМ и Демократическим союзом за интеграцию. Впоследствии в июне 2020 года во время возобновлённой предвыборной кампании после отмены режима чрезвычайного положения Демократический союз за интеграцию выставил ультиматум, согласно которому эта партия будет участвовать в формировании правительства после выборов только при условии, что на должность премьер-министра будет предложен этнический албанец. В ответ на это лидер СДСМ Зоран Заев заявил о том, что он не приемлет каких-либо ультиматумов и что Демократическому союзу за интеграцию требуется уйти в оппозицию на четыре года для очищения и реформирования партии.
Проведению агитационных мероприятий после официального начала предвыборной кампании помешало распространение новой коронавирусной инфекции в Македонии. 10 марта правительство запретило массовые мероприятия с числом участников, большим 1000 человек, и рекомендовало отменить иные массовые мероприятия. 12 марта лидеры партий договорились воздержаться от проведения любых массовых предвыборных мероприятий и сосредоточиться на агитации в сети интернет, телевидении и посредством наружной рекламы, а 17 марта на встрече с президентом единогласно рекомендовали отложить выборы.
18 марта техническое правительство Северной Македонии направило президенту официальный запрос на объявление чрезвычайного положения. В тот же день Стево Пендаровски объявил чрезвычайное положение, основываясь на статье 125 конституции Македонии, которая предоставляет такие полномочия президенту страны в случае невозможности проведения заседания парламента (Собрание Северной Македонии было распущено 16 февраля и не могло собраться на заседание в силу истечения мандата). Чрезвычайное положение было введено впервые в истории страны. Впоследствии Стево Пендаровски продлил срок деятельности технического правительства, которое 22 марта приняло постановление, имевшее силу закона, о прекращении избирательной кампании и переносе выборов (законодательство Македонии предусматривает возможность для правительства в период действия чрезвычайного положения издавать постановления, имеющие силу закона, по вопросам, относящимся к ведению парламента, если невозможен созыв заседания Собрания Северной Македонии). В соответствии с опубликованным постановлением избирательный процесс будет восстановлен на следующий день после отмены чрезвычайного положения, а Государственная избирательная комиссия Северной Македонии должна сохранить всю избирательную документацию, относящуюся к участникам выборов.
15 июня политические партии пришли к соглашению о проведении парламентских выборов 15 июля. Партии договорились проводить агитационные мероприятия без предвыборных митингов и других массовых мероприятий. Чрезвычайное положение было отменено 22 июня, что позволило возобновить подготовку к выборам и избирательную кампанию. В этот же день возобновила работу в стране миссия наблюдателей от Бюро по демократическим институтам и правам человека Организации по безопасности и сотрудничеству в Европе.
30 июня прошли телевизионные дебаты между лидерами двух крупнейших партий: Зораном Заевым от СДСМ и Христианом Мицкоски от «ВМРО — ДПМНЕ». В частности, участники дебатов обсуждали достоинства и недостатки Преспанского договора и Договора о дружбе, добрососедстве и сотрудничестве с Болгарией и делились планами о выполнении указанных соглашений в случае прихода к власти. 6 июля прошёл очередной раунд дебатов между Зораном Заевым и Христианом Мицкоски, на котором обсуждались позиции основных партий по вопросам будущей судебной реформы, международных отношений Северной Македонии и прогнозы о результатах грядущих выборов. 7 июля правительство объявило день выборов 15 июля нерабочим днём для беспрепятственного проведения голосования.
Отдельные партии, участвующие в выборах в Собрание Северной Македонии, заручились поддержкой иностранных лидеров и международных политических объединений. В поддержку Социал-демократического союза Македонии и его лидера Зорана Заева выступили такие левые политики, как премьер-министр Испании Педро Санчес, бывший премьер-министр Греции и лидер Коалиции радикальных левых Алексис Ципрас, министр иностранных дел Люксембурга Жан Ассельборн и государственный министр ФРГ по делам Европы Михаэль Рот, особо выделивший опыт и личные качества бывшего министра иностранных дел в правительстве Зорана Заева Николы Димитрова. Панъевропейский Альянс либералов и демократов за Европу призвал граждан голосовать за входящую в АЛДЕ Либерально-демократическую партию, которая участвует в выборах в составе избирательного блока с СДСМ. Премьер-министр Венгрии и лидер социально-консервативной партии «Фидес» Виктор Орбан отметил, что хотел бы увидеть победителем «ВМРО — ДПМНЕ», поскольку эта партия, по мнению Виктора Орбана, в силу своей ориентации на защиту национальных интересов и суверенитета страны поможет обуздать нелегальную миграцию. Партия «Демократическое обновление Македонии», приверженная проведению «зелёной» политики и участвующая в выборах в составе избирательного блока с СДСМ, заручилась поддержкой Европейской партии зелёных.
В соответствии с расписанием, опубликованным ГИК, избирательная кампания завершилась днями тишины, которые начались в полночь с 12 на 13 июля. 13 июля смогли проголосовать инфицированные коронавирусом нового типа, а также граждане, находящиеся на карантине или самоизоляции. 706 таких граждан зарегистрировались для участия в выборах 13 июля. 14 июля проголосовали люди с ограниченными возможностями, не способные выйти из дома, заключённые и пожилые. Всего на голосование 14 июля зарегистрировались 8852 гражданина с хроническими заболеваниями или с ограниченными возможностями, 1657 заключённых в тринадцати пенитенциарных учреждениях, шесть внутренне перемещённых лиц и 357 избирателей в семнадцати домах престарелых. 15 июля — общий день голосования, когда избирательные участки были открыты с семи часов утра до девяти часов вечера.

## Результаты
Согласно официальным результатам, ни одна партия или коалиция не смогла получить абсолютного большинства мест в парламенте (61 мандат) для самостоятельного формирования правительства. Формальным победителем выборов стала коалиция СДСМ и Движения «Беса», лишившаяся части мандатов по сравнению с парламентом прежнего созыва. При этом основная конкурирующая коалиция под руководством ВМРО — ДПМНЕ получила примерно на 1,5 % меньше голосов избирателей и на два мандата меньше в Собрании Северной Македонии, чем победитель выборов. Партии, представляющие албанское национальное меньшинство, Демократический союз за интеграцию и Альянс за албанцев – «Альтернатива» заметно увеличили представительство в парламенте по сравнению с выборами 2016 года. Социалистическая партия «Левые» впервые попала в парламент, получив два депутатских кресла. Явка на выборах была примерно на 15 % меньше, чем на прошлых выборах из-за ограничений, связанных с распространением новой коронавирусной инфекции.
| Партия                                                          | Партия                                      | Голоса    | %     | Места | Изменение |
| --------------------------------------------------------------- | ------------------------------------------- | --------- | ----- | ----- | --------- |
|                                                                 | СДСМ — Движение «Беса»                      | 327 408   | 35,89 | 46    | ▼8        |
|                                                                 | ВМРО — ДПМНЕ                                | 315 344   | 34,57 | 44    | ▼7        |
|                                                                 | Демократический союз за интеграцию          | 104 699   | 11,48 | 15    | ▲5        |
|                                                                 | Альянс за албанцев – «Альтернатива»         | 81 620    | 8,95  | 12    | ▲9        |
|                                                                 | Левые                                       | 37 426    | 4,10  | 2     | ▲2        |
|                                                                 | Демократическая партия албанцев             | 13 930    | 1,53  | 1     | ▼1        |
|                                                                 | Интегра – Македонская консервативная партия | 12 291    | 1,35  | 0     | Новая     |
|                                                                 | Гражданский демократический союз            | 3555      | 0,39  | 0     | Новая     |
|                                                                 | МОРО – Рабочая партия                       | 3245      | 0,36  | 0     | ▬         |
|                                                                 | Голос за Македонию                          | 2802      | 0,31  | 0     | Новая     |
|                                                                 | Единая Македония                            | 2604      | 0,29  | 0     | ▬         |
|                                                                 | Социал-демократический союз Скопье          | 2585      | 0,28  | 0     | ▬         |
|                                                                 | Твоя партия                                 | 1894      | 0,21  | 0     | ▬         |
|                                                                 | Демократы                                   | 1558      | 0,17  | 0     | Новая     |
|                                                                 | Народная партия цыган                       | 1225      | 0,13  | 0     | Новая     |
| Недействительные                                                | Недействительные                            | 31 564    | –     | –     | –         |
| Всего                                                           | Всего                                       | 943 748   | 100   | 120   | –         |
| Избиратели/явка                                                 | Избиратели/явка                             | 1 814 263 | 52,0  | –     | –         |
| Источник: ГИК Архивная копия от 15 июля 2020 на Wayback Machine |                                             |           |       |       |           |

## Формирование правительства
По причине того, что ни одна партия или коалиция не смогла получить абсолютного большинства в 61 депутатский мандат, для формирования правительства необходимы переговоры между парламентскими партиями. С точки зрения распределения мандатов, для формирования правительства потребуется участие как минимум одной из двух крупнейших партий албанского меньшинства: Демократического союза за интеграцию или Альянса за албанцев – «Альтернативы». Бывший партнёр СДСМ в Собрании прошлого созыва Демократический союз за интеграцию поставил условие, что будет участвовать в любых переговорах о правящей коалиции только при условии, что на должность премьер-министра будет предложен этнический албанец. Как СДСМ, так и ВМРО — ДПМНЕ отвергли этот ультиматум. В свою очередь, Альянс за албанцев – «Альтернатива» обвинили правящие Демократический союз за интеграцию и СДСМ в махинациях на выборах, включая давление на избирателей, взятки и фальсификации на отдельных избирательных участках в день голосования. Впервые прошедшие в парламент «Левые» также обвинили СДСМ в фальсификациях, добавив, что на переговорах о формировании правительства им не о чем разговаривать с социал-демократами и Зораном Заевым.
18 августа 2020 года СДСМ и ДСИ объявили, что они достигли соглашения по коалиционному правительству, а также компромисса по вопросу об этническом албанском премьер-министре. По данному соглашению лидер СДСМ Зоран Заев будет назначен премьер-министром и покинет эту должность не позднее, чем за 100 дней до следующих парламентских выборов. После этого ДСИ предложит кандидата на пост премьер-министра из числа этнических албанцев, и, если обе стороны поддержат его кандидатуру, этот кандидат станет премьер-министром до выборов. Коалицию поддержит также единственный депутат от ДПА.
30 августа 2020 года Собрание Северной Македонии утвердило Зорана Заева на пост премьер-министра страны. Его кандидатуру поддержали 62 депутата Собрания из 120: 46 от СДСМ, 15 от ДСИ и единственный представитель ДПА.